# Itaquaquecetuba

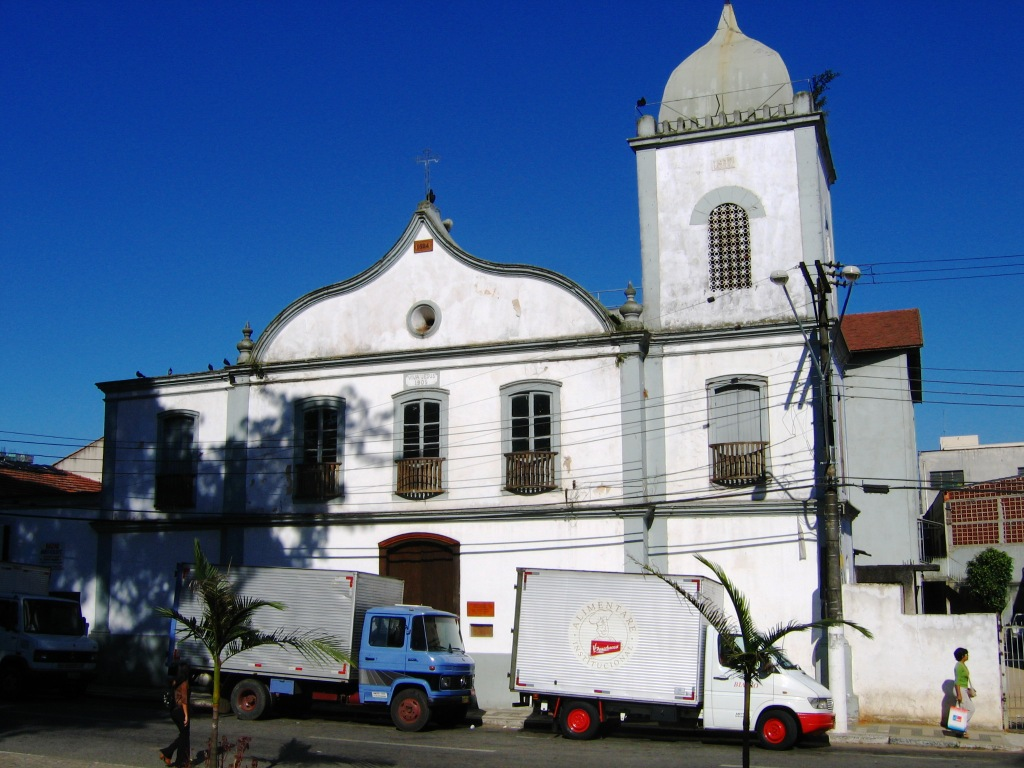
Principal iglesia de la ciudad.

Itaquaquecetuba es un municipio brasileño del estado de São Paulo. Su población es de 383 755 habitantes (estimativas IBGE/2024) y su superficie de 81,8 km², lo que da una densidad demográfica de 3743,37 hab/km².
Sus límites son Arujá al norte, Mogi das Cruzes al este, Suzano y Poá a sul al sudoeste y Guarulhos al oeste.
El municipio cuenta con los servicios de la línea 12 de la "Compañía Paulista de Trenes Metropolitanos".
Itaquaquecetuba fue fundada en el año 1552 por el Padre José de Anchieta. Consiguió el estatus de municipio en el año 1953, cuando se emancipó de Mogi das Cruzes.
Itaquaquecetuba tiene la comunidad más grande de bolivianos en la Zona Este del Gran São Paulo, y existe la expectativa de que el número de esta comunidad ya supere los miles.  Los principales barrios donde se concentran los miembros de la comunidad son: Cidade Nova Louzada, Jardim Nicea, Jardim Pinheirinho, Jardim Caiubi, Paineira, Chácara dos Coqueiros y Jardim Maria Rosa.  Es muy común moverse por la ciudad y encontrarse con miembros de la comunidad boliviana en supermercados, bares, restaurantes, peluquerías, farmacias, panaderías y en tiendas generales.  Las escuelas de la ciudad también tienen muchos hijos de bolivianos entre sus alumnos.  La gran mayoría de inmigrantes bolivianos son de las ciudades de La Paz, El Alto, Cochabamba y Potosí.

## Proyección
| Año  | Población Itaquaquecetubence | Fuente |
| ---- | ---------------------------- | ------ |
| 2030 | 411 038                      |        |
| 2040 | 426 803                      |        |
| 2050 | 435 817                      |        |
| 2060 | 449 018                      |        |
| 2070 | 458 617                      |        |
| 2080 | 467 334                      |        |
| 2090 | 474 018                      |        |
| 2100 | 493 074                      |        |

- Datos: Q330202
- Multimedia: Itaquaquecetuba / Q330202